# Francis Parker Yockey
Francis Parker Yockey, né le 18 septembre 1917 à Chicago et mort le 16 juin 1960 à San Francisco, est  un essayiste et théoricien politique fasciste, pan-européiste et nationaliste révolutionnaire américain,,. Il doit sa notoriété à son livre néo-spenglérien Imperium : la philosophie de l'histoire et de la politique, publié sous le pseudonyme d'Ulick Varange en 1948, qui était dédié à Adolf Hitler et appelait à la création d'un empire néonazi européen,.
Son ouvrage fut « l'un des livres de référence des droites radicales d'après la Seconde Guerre mondiale ». Yockey a soutenu des causes d'extrême droite dans le monde entier. Il a exercé une influence considérable auprès des mouvements néofascistes et nationaux-bolcheviques, ainsi qu'au sein de la mouvance identitaire. Antisémite, il vénérait le nazisme allemand et était un des premiers négationnistes de la Shoah (bien qu'il l'a loué en privé). Durant les années 1930, il a pris contact et travaillé avec les Silver Shirts et le Bund germano-américain.
Il a servi dans l'armée américaine en 1942 et 1943, mais il devint absent sans permission officielle pour aider les espions nazis. Après des nominations juridiques à Détroit en 1944 et 1945, il a travaillé pendant onze mois au tribunal des crimes de guerre en Allemagne, avant de démissionner ou d'être renvoyé pour avoir pris le parti des nazis. À Londres, il a travaillé pour l'Union Movement du fasciste britannique Oswald Mosley et, après s'être brouillé avec ce dernier, il a fondé le Front européen de libération en 1949, le dirigeant jusqu'à sa dissolution en 1954,.
Yockey croyait que les États-Unis étaient un moteur du libéralisme, contrôlé par les juifs sionistes. En conséquence, il était devenu un partisan de l'unification européenne contre les États-Unis, bien qu'il fût lui-même américain, afin de contrer « le pouvoir judéo-américain ». Pendant la guerre froide, Yockey a travaillé avec les services de renseignement du bloc de l'Est et a plaidé pour une alliance tactique d'extrême droite avec les Soviétiques contre ce qu'il considérait comme l'hégémonie « judéo-américaine ».
Il a rencontré le président égyptien Gamal Abdel Nasser et écrit une propagande antisémite pour le gouvernement égyptien, considérant le mouvement nationaliste panarabe comme un autre allié pour défier « le pouvoir judéo-américain ». Yockey est resté influent dans les milieux fascistes jusqu'à son suicide en 1960, alors qu'il était sous détention par le FBI. Son dernier visiteur en prison était Willis Carto, qui est finalement devenu son principal avocat et l'éditeur de ses écrits.

## Biographie

### Jeunesse
Il était né de Louis et Nellie Yockey et avait deux sœurs et un frère. Yockey reçut sa licence de lettres à l’Université de Georgetown en 1938, et son diplôme en droit avec mention à l’université Notre-Dame en 1941.
Déjà en 1936, Yockey avait développé des idées qu’il appelait « impérialisme » européen. Son idéologie était résolument celle du nationalisme autoritaire. En 1939, il avait écrit un article pour le journal Social Justice du populaire radio-prêtre Charles Coughlin, un journal à grand tirage avec des tendances fascistes. L’article, intitulé « La tragédie de la jeunesse », appelait à un puissant nationalisme chrétien parmi les jeunes afin de résister aux influences de gauche et s’opposer à l’entrée des États-Unis dans toute guerre menée en Europe contre Hitler. Orateur de talent, Yockey parla lors d’un meeting du mouvement fasciste de William Dudley Pelley, la Légion des « Silver Shirts » d’Amérique, en 1939. Son essai de 1940, La vie comme un art, expose une large esquisse des idées qu’il développa plus tard dans son œuvre majeure Imperium – avec des références à Oswald Spengler, Karl Haushofer, Nietzsche, l’élitisme, la hiérarchie et l’idée d’« Empire occidental ». En 1942, ses relations incluaient Hans Haupt, qui devait être exécuté aux États-Unis pendant la guerre, en tant que saboteur, et qui avait assisté à des meetings du Comité « America First » (le lobby anti-guerre) avec la sœur de Yockey, Alice.

### La guerre
En dépit de son opposition à la guerre contre l’Axe, Yockey s’engagea dans l’armée et fut affecté à une section G2 de renseignement, sans doute pour faire ce qu’il pouvait en faveur de sa vision de l’Europe, de l’intérieur. Bien qu’ayant disparu pendant deux mois (et suspecté par le FBI d’avoir effectué une mission d’espionnage pour l’Allemagne), Yockey fut réformé pour raison médicales  en 1943.

### L'après-guerre
Après avoir monté un cabinet de juriste privé, Yockey parvint à décrocher un poste au Tribunal des crimes de guerre, et partit en Allemagne avec l’équipe juridique américaine pour juger les nazis de second ordre à Wiesbaden. « Indubitablement, son intention était de venir en aide à certaines des personnes poursuivies » . Yockey se rebella, jouant des hymnes allemands au piano du club des officiers, et, après une confrontation avec le procureur Robert Jackson, fut congédié. À partir de ce moment il fut repéré par le FBI et par les diverses branches des renseignements militaires, qui devaient tous avoir de grandes difficultés pour retrouver la trace de Yockey pendant les 15 années suivantes, le FBI à lui seul entretenant un dossier de plus de mille pages.
En 1947, le service de contre-espionnage de l’US Army fit une descente au domicile de Yockey en Allemagne, mais Yockey était déjà parti. Il se rendit alors en Irlande, dans une auberge isolée à Brittas Bay, où en six mois il termina son livre majeur Imperium, qui fut publiée sous le pseudonyme d’Ulick Varange. Ce livre, publié à l'origine en deux volumes, fait part de ses réflexions sur la philosophie de l'histoire, de la politique (démocratie, libéralisme, marxisme) et sur la conception de civilisation. Rejeté par les grands éditeurs, notamment à cause de passages à fortes connotations antisémites (où il qualifie les Juifs de « déformeurs de la civilisation » ), il dut se contenter d'un éditeur confidentiel, Westropa Press (à peine 1 000 exemplaires pour la première édition). En Europe, l'essai de Yockey est remarqué par Julius Evola et Maurice Bardèche.
Avec son manuscrit non publié, Yockey alla ensuite à Londres, où il rechercha Sir Oswald Mosley, le leader fasciste d’avant-guerre qui était revenu à la politique en tant que leader de l’Union Movement, appelant à une Europe unie. Yockey obtint un poste rétribué d’organisateur de la Section des Contacts Européens de l’Union Movement, qui lui permit d’établir des contacts avec les nationalistes dans toute l’Europe.
Le FBI rapporta à cette époque : « Yockey poursuivait son but d’établir de nombreux contacts par l’intermédiaire de l’Union Movement et d’attirer un cercle de gens autour de lui. »
Son principal contact dans l’UM à cette époque était Guy Chesham. Son principal contact allemand était Alfred Franke-Kriesche, conseiller allemand de l’UM et dirigeant de la Bruderschaft, qui avait entretenu des liens avec le renseignement soviétique et qui devait disparaître lors d’une mission à Berlin-Est.
Avec un groupe de supporters dans l’UM, Yockey commença à s’opposer à ce qu’il considérait comme l’orientation pro-américaine et anti-russe de Mosley, ce qui semble s’être terminé par des violences physiques entre Yockey et Mosley lors d’un rassemblement à Hyde Park. Cela fournit une base pour ce qu’un rapport du FBI décrivit comme « un nouveau mouvement politique avec une orientation favorable à l’Est – recommandant le neutralisme et l’activité antiaméricaine extrémiste ». Cette réévaluation du rôle de l'Union des républiques socialistes soviétiques en Europe, dont la politique envers l’Allemagne était plus conciliante, et la réévaluation du rôle des États-Unis  comme étant l’influence la plus négative, était aussi la même position soutenue par des vétérans allemands comme Otto Remer et le Parti du Reich Socialiste, et d’autres plus tard. Yockey entendait notamment lutter contre l'influence de la communauté juive, qu'il considérait comme intrinséquement étrangère (cultural alien, ou culture-alien) à l'Europe. En 1952, les purges dont furent victimes en Tchécoslovaquie plusieurs membres juifs du parti communiste lui parurent de bon augure, en ce qu'elles semblaient indiquer une rupture de l'Union soviétique avec la « juiverie » et rendre possible une alliance avec la Russie.
En 1948 les amis de Yockey, en particulier la baronne Alice von Pflugle, réunirent des fonds suffisants pour publier Imperium. Le Front européen de libération (European Liberation Front) fut fondé au domicile de la baronne en 1949. Au cours de la réunion de fondation Yockey appela à la formation d’un mouvement de résistance clandestin en Allemagne qui soutiendrait toute action militaire soviétique future contre les États-Unis et les autres puissances alliées occupantes en Allemagne de l’Ouest. Le mouvement se signala surtout par la publication en 1949 d'un texte virulent rédigé par Yockey, la Proclamation de Londres, qui appelait l'Europe à s'unir et dénonçait le « matérialisme » et la « Juiverie américaine » (American-Jewry) et exposait sa conception du Juif comme élément étranger et destructeur au sein de la culture européenne. Une petite lettre d’information, Frontfighter, fut publié pendant un certain nombre d’années, continuant à publier des communiqués de Yockey, pendant que Yockey voyageait à travers l’Europe et entrait et sortait des États-Unis alors que les services de renseignements et le FBI tentaient sans succès de le garder sous surveillance.
En 1950, Yockey retourna en Allemagne et travailla pour la Croix Rouge américaine jusqu’en 1951. Cette année-là il alla en Italie organiser une délégation étrangère pour le congrès fondateur du Mouvement des Femmes Italiennes, une branche du Mouvement social italien néo-fasciste, et prononça un discours devant le congrès. La même année, il se rendit au Canada en compagnie d’un fasciste italien, cherchant à créer un magazine qui s’appellerait Fourth Front. Ils voulaient aussi aider à la renaissance du mouvement fasciste canadien, le principal contact canadien de Yockey étant Adrien Arcand qui avait dirigé un grand parti avant la guerre et qui avait été interné pendant la Seconde Guerre mondiale. Mis sous surveillance, leurs conversations furent rapportées au FBI, pendant que le Consulat Général US à Montréal recommandait une enquête sur Yockey pour activités subversives et l’annulation de son passeport.
À un moment en 1950 Yockey parvint à faire un séjour aux États-Unis où il travailla brièvement avec le Parti Nationaliste Chrétien de Gerald L.K. Smith, bien qu’il conservât une piètre opinion sur le mouvement de Smith et sur toute la droite américaine. D’après son collègue H. Keith Thompson, « Yockey considérait les États-Unis comme un cloaque. Il n’avait pas de respect pour eux et pour aucun de leurs politiciens bornés … il méprisait particulièrement la droite américaine, parce qu’il avait eu une expérience de première main dans l’organisation de Smith …».
En 1951, Yockey fut approché par un membre du mouvement de Joseph McCarthy, et un rendez-vous fut arrangé avec le sénateur anti-communiste qui désirait que Yockey rédige un discours pour lui, travail pour lequel Yockey serait rétribué.
H. Keith Thompson, un activiste vétéran qui avait été impliqué avec le Bund germano-américain et le mouvement America First avant la guerre et qui avait travaillé pour les renseignements allemands, rencontra Yockey pour la première fois en 1952. Yockey et Thompson furent présentés par le nationaliste allemand Frederick Charles Weiss, un vétéran de la 1re Guerre mondiale qui avait servi dans le Haut Commandement du Kaiser et qui était arrivé aux États-Unis peu après la guerre. L’impression initiale de Thompson fut que Yockey était « un jeune homme très plaisant, très passionné », et fortement anti-américain.
Thompson présenta Yockey à George Sylvester Viereck, le fameux poète et écrivain germano-américain qui avait autrefois été considéré comme le principal propagandiste pro-allemand aux États-Unis.
Parmi le milieu social influent de Viereck, Yockey rencontra des notables comme les historiens révisionnistes Charles Callan Tansill et Harry Elmer Barnes, lors de dîners offerts par Thompson.
La principale activité de Thompson à cette époque était en tant qu’agent à l’étranger du Parti du Reich Socialiste du général Otto Remer, et en tant que lobbyiste pour la remise en liberté de Remer. Yockey se joignit à Thompson dans ses efforts en faveur de Remer (ayant rencontré Remer en Allemagne), qui était impressionné par l’Imperium de Yockey (tout comme l’ancien as de l’aviation allemande Hans-Ulrich Rudel). Yockey, inconnu des autorités, fut enregistré sous le nom de Frank Healy pour agir en tant que représentant du PRS.
En 1952 Thompson et Yockey écrivirent une lettre au secrétaire d'État des États-Unis Dean Acheson au nom du Comité pour la Justice Internationale, demandant une intervention américaine pour la libération des dénommés « criminels de guerre » et la cessation du harcèlement contre le général Remer. De larges passages de la lettre sont dans le style de Yockey :
« Le mouvement national-socialiste allemand ne fut qu’une forme, et une forme provisoire, du grand et irrésistible mouvement qui exprime l’Esprit de notre Époque, la Résurgence de l’Autorité. Ce mouvement est l’affirmation de toutes les tendances culturelles et de tous les instincts humains que le libéralisme, la démocratie et le communisme nient. La Résurgence de l’Autorité a à la fois un aspect intérieur et un aspect extérieur. L’aspect intérieur a été mentionné dans le paragraphe précédent. Son aspect extérieur est la création de l’Imperium-État-Nation européen, et donc la réaffirmation du rôle de l’Europe ordonné par l’histoire, celui de la force de colonisation et d’organisation du monde entier. Ce rôle est historiquement nécessaire et aucune autre force dans le monde ne peut se substituer à l’Europe pour ce puissant Destin … Soit l’Europe apporte la paix et l’ordre dans le monde, soit le monde restera dans l’obscurité et le chaos. »
Le général Remer était proclamé comme le représentant de « cette grande mission ».
Le principal moyen d’expression littéraire de Yockey aux États-Unis était celui des bulletins publiés par James Madole du Parti de la Renaissance Nationale, où il écrivait sous le nom de Weiss. Vers cette période le FBI nota un glissement marqué dans l’ancienne attitude anti-soviétique de Weiss, celui-ci se déclarant « en faveur du point de vue soviétique dans une certaine mesure », et on pensait que Weiss pouvait recevoir un appui financier soviétique. Le FBI était aussi conscient que les écrits de Weiss à cette époque étaient en fait rédigés par Yockey.
En 1952 Yockey retourna en Europe, portant des messages de Thompson pour Remer et le Parti du Reich Socialiste. Cette année-là, affirme Thompson, « alors qu’il était en Allemagne de l’Est, Yockey fut fasciné par le procès pour trahison des anciens dirigeants communistes tchèques, qu’il considéra comme un changement important ». Onze de ces dirigeants étaient des Juifs, décrits par les autorités comme étant des « sionistes » et des « aventuriers sionistes ».
Yockey se rendit à Prague et assista aux essais de Prague. Il croyait qu'ils "prédisaient une rupture de la Russie avec les Juifs", une opinion qu'il a exposée dans son article "Que cache la pendaison des onze juifs de Prague?". En effet, cette prédiction était justifiée par le fait que le dernier membre juif du présidium soviétique, Lazar Kaganovich, avait été expulsé en 1957 - il avait été écarté dès 1953 (après avoir sympathisé avec Israël lors de la guerre de 1948-1949, l'URSS a changé de camp et soutenu les nationalistes arabes dans les conflits ultérieurs.) Yockey a estimé que Staline avait purgé l'influence juive du communisme soviétique. Il passa le reste de sa vie à essayer de forger une alliance entre les forces mondiales du communisme et le réseau international d'extrême droite dont il faisait partie, dans le but d'affaiblir ou de renverser le gouvernement des États-Unis.
D’après Thompson, Yockey lui dit qu’il servait de courrier pour les renseignements tchèques pendant les années 1950. Ce n’est pas surprenant, considérant l’alliance avec la Russie qui était recommandée à la fois par Yockey et par le PRS de Remer, pour enfoncer un coin dans l’hégémonie américaine en Europe. En retour, l'URSS était intéressée à embarrasser l’Allemagne de l’Ouest en soutenant les mouvements fascistes, et une relation symbiotique en résulta. Yockey soutenait aussi les divers régimes autoritaires du Tiers Monde émergeant pour défier l’hégémonie mondiale américaine et le sionisme. Il avait une attitude favorable envers Fidel Castro, se rendit à Cuba et eut une certaine association avec un journaliste lié au gouvernement cubain, du nom de Rodrigues (il parla de la montée des régimes du Tiers Monde dans son dernier texte « Le monde en flammes », peu avant sa mort).
De retour à New York après le procès de Prague, Yockey mit Thompson et Frederick Weiss au courant de la situation derrière le Rideau de fer, le changement apparent de la politique soviétique influençant d’autres membres de la droite, principalement Madole et le journal antisioniste catholique américain Common Sense ; cependant la plus grande partie de la droite américaine, des conservateurs aux nazis, continua à suivre fidèlement la ligne de Guerre froide, anti-soviétique, de l’Establishment.
En juillet et août 1953 le FBI rapporta que Yockey avait reparu au Caire, écrivant de la propagande antisioniste pour le gouvernement égyptien de Gamal Abdel Nasser, avec lequel le général Remer était maintenant étroitement associé.
Yockey était connu comme un coureur de jupons. En 1957, des agents du FBI ont estimé qu'il « vivait à Los Angeles en tant que proxénète ou gigolo » et qu'il avait écrit de la pornographie pour de l'argent, y compris un livret sadomasochiste appelé Arduous Figure Training at Bondhaven qui a ensuite été retrouvé dans sa valise. Le livret de 62 pages a été publié par la Nutrix Company de Jersey City et selon le FBI « contenait de nombreux croquis de femmes partiellement vêtues et [...] était de nature masochiste ou sadique ».

### L'arrestation
Rentrant aux États-Unis en juin 1960, Yockey se rendit au domicile d’un ami, Alex Scharf. Yockey avait perdu une valise et avait téléphoné à l’aéroport pour la retrouver. Entre-temps cependant les employés de l’aéroport avaient ouvert la valise et trouvé trois faux passeports, et informé les autorités. Le 8 juin des agents du FBI firent une descente au domicile de Scharf et trouvèrent Yockey. Il résista, claquant une porte sur la main d’un agent, s’échappant pendant un instant mais fut rattrapé dans la rue.
Le Procureur des États-Unis Joseph Karesh fixa une caution exceptionnellement élevée de 50 000 dollars contre Yockey, apparemment sur des instructions de Washington. Alors que le FBI déclara initialement à la presse que c’était un « cas mystérieux », et que les journaux affichaient des gros titres concernant « l’homme mystérieux » avec trois passeports, il fut bientôt décrit par la presse comme un « important fasciste avec des liaisons internationales ». La Ligue Anti-Diffamation, importante association juive américaine, décrivit Yockey comme « la figure du fascisme mondial la plus importante que nous connaissons actuellement »[réf. souhaitée].
Yockey se suicida en prenant une capsule de cyanure alors qu'il se trouvait dans une cellule de prison à San Francisco le 17 juin 1960.
La presse nota que « le service du procureur US restait avec un dossier top secret sur Yockey mais pas de Yockey à poursuivre » ; un dossier « chargé de dynamite » comme le déclara un agent du FBI.

## Influences
Aux États-Unis, Willis Carto, militant d'extrême droite, qui avait rendu visite à Yockey en cellule quelques jours avant sa mort, a réédité Imperium et largement contribué à sa diffusion dans les milieux de la droite radicale.
En France, Francis Parker Yockey a eu une grande influence sur des groupes Nouvelle Résistance, le Réseau radical et le Front européen de libération. Il a aussi beaucoup influencé des personnalités comme Jean Thiriart et Christian Bouchet ainsi que la mouvance du nationalisme-révolutionnaire et du national-bolchévisme en général.
Les principaux livres de Francis Parker Yockey ont été traduits en français et sont disponibles aux éditions Ars Magna et aux éditions Avatar.

## Ouvrages
- Le Prophète de l'Imperium[21], Avatar éditions[22], 2004 Rassemble des articles publiés entre 1939 et 1960.
- Imperium : la philosophie de l'Histoire et de la politique, Avatar éditions, 2009 ; rééd. Bibliothèque Dissidente, 2020 ; rééd. éditions Ars Magna, coll. « Heartland », 2021
- (en) The Enemy of Europe: The Enemy of Our Enemies, en collaboration avec Revilo P. Oliver (en). ; trad.fr. L'Ennemi de l'Europe, éditions Ars Magna, coll. « Heartland », 2016